# الجدل حول حمل السلاح في سانت لويس
الجدل حول حمل السلاح في سانت لويس في 28 يونيو 2020 أثناء احتجاجات جورج فلويد في سانت لويس بولاية ميسوري تصاعدت حادثة تعدي المتظاهرين على المجتمع الخاص إلى مواجهة عندما سار المتظاهرون بالقرب من منزل مارك وباتريشيا مكلوسكي، ووجهوا تهديدات لفظية باحتلال المنطقة. شوهد مكلوسكي وهو يحمل أسلحة نارية ويوجههما إلى المتظاهرين ومثيري الشغب. قال النائب العام إنه لا يوجد دليل على أن المتظاهرين كانوا يحملون أسلحة. لم يتم إطلاق أعيرة نارية ولم تقع إصابات، أظهر البث المباشر للفيديو الصراخ من كلا الجانبين. اكتسبت الحادثة تغطية إخبارية وطنية وأثارت الجدل.
قدمت كيمبرلي غاردنر محامية الدائرة في سانت لويس بولاية ميزوري اتهامات ضد الزوجين مكلوسكي في 20 يوليو 2020. وقد لفت هذا القرار الانتباه الوطني. في 17 يونيو 2021 أقرت عائلة مكلوسكي بالذنب بارتكاب جرائم جنحة: مارك للاعتداء من الدرجة الرابعة، وباتريشيا للمضايقة. كان يتعين على مارك دفع غرامة 750 دولارًا، وباتريشيا 2.000 دولار، وكان يتعين تسليم بنادقهم المستخدمة في الحادث وتدميرها.

## ردات الفعل
حظيت صورة الزوجين التي التقطها مصور يونايتد برس إنترناشونال بيل جرينبلات باهتمام كبير، وسرعان ما أصبحت ميم على الإنترنت. بدأ آل مكلوسكي أنفسهم باستخدام الصورة كبطاقة ترحيب، لكنهم رفعوا دعوى قضائية ضد جرينبلات، مع ذكر الزوجين أن صورة جرينبلات أعطتهما «العار» و«الإذلال»، مطالبين بنقل ملكية الصورة إليهما.
ظهر مارك مكلوسكي ومحاميه ألبرت واتكينز على قناة فوكس تاكر كارلسون الليلة في 30 يونيو 2020، بعد يومين من الحادث.
في 14 يوليو أجرى الرئيس دونالد ترامب مقابلة مع منفذ إخباري محافظ تاون هول، أعلن فيه دعم عائلة مكلوسكي.
في 20 يوليو عقب توجيه التهم إلى الزوجين، وصفت السكرتيرة الصحفية للبيت الأبيض كايلي ماكناني هذه الاتهامات بأنها «إساءة استخدام فاضحة للسلطة».
في الميمات على الإنترنت، تمت الإشارة إلى الزوجين باسم «كين وكارين».

## ما الحادثة
في 24 أغسطس أدلى الزوجان بتصريحات خلال المؤتمر الوطني الجمهوري لعام 2020، دعمًا للتعديل الثاني ودونالد ترامب، بينما انتقدا المتظاهرين بحياة السود مهمة.
رداً على الخطاب روى حاخام الكنيس المتاخم لممتلكات مكلوسكي حادثة عام 2013 عندما دمر مارك مكلوسكي خلية نحل الكنيس بدلاً من طلب نقلها بعيدًا عن خط الملكية.
في أبريل 2021 قال مارك مكلوسكي في مقابلة قصيرة مع بوليتيكو إنه يفكر في دخول انتخابات مجلس الشيوخ في ميزوري 2022 كجمهوري. في 18 مايو أعلن عن عرضه. أعلن السناتور الجمهوري الحالي روي بلانت في مارس 2021 أنه لن يترشح لإعادة انتخابه.